# André Perugia
André Perugia, né le 7 mars 1893 à Nice et mort le 22 novembre 1977, à Cagnes-sur-Mer, est un styliste français spécialisé dans la chaussure féminine. Il est l'auteur du livre intitulé D'Eve à Rita Hayworth, dans lequel il explique que « les pieds d'une femme sont le révélateur secret de sa personnalité. »,

## Biographie

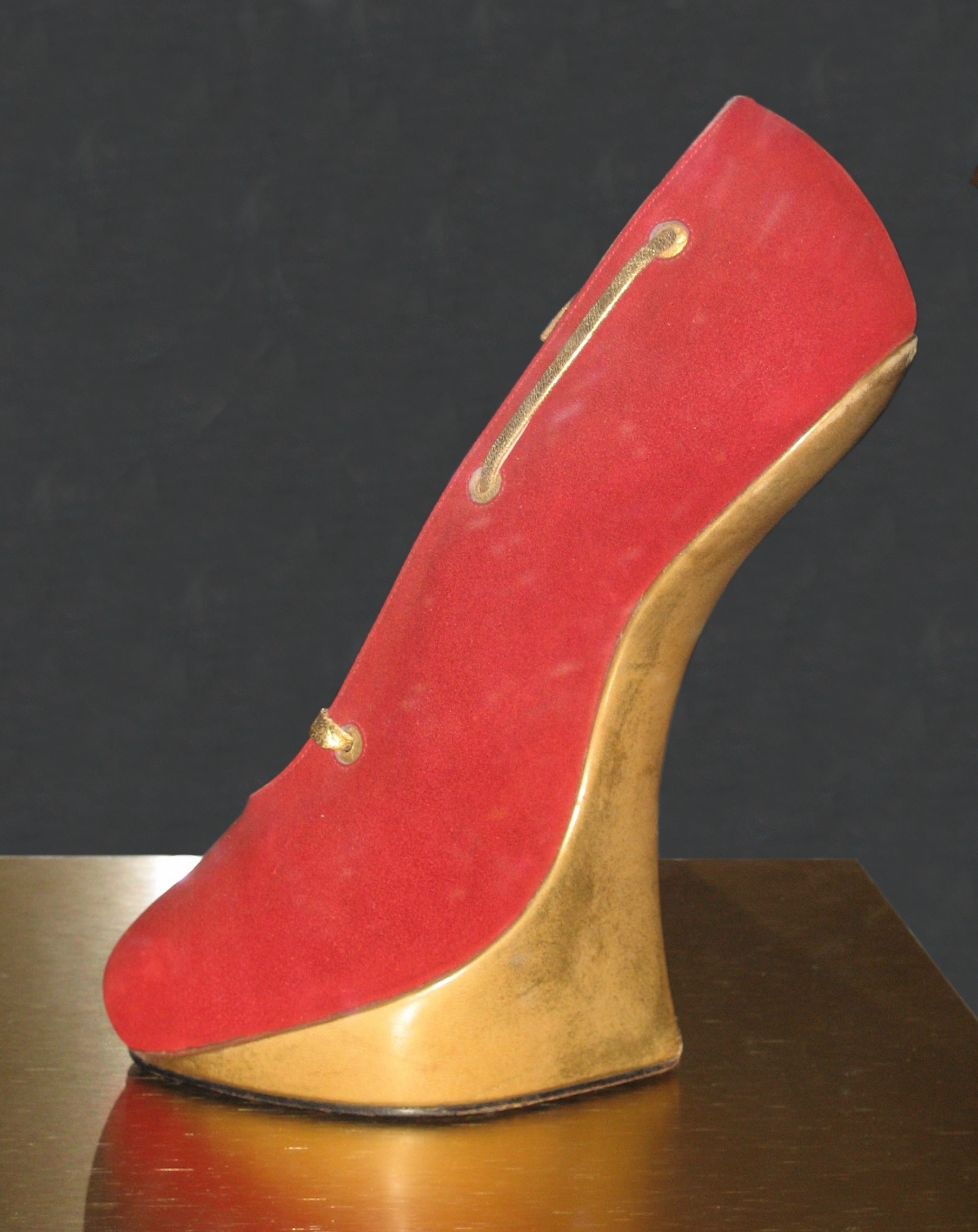
Chaussure sans-talon créée par Perugia

André Antoine Perugia est né à Nice le 7 mars 1893, de parents italiens. Élevé dans une famille de cordonniers, il débute dans ce corps de métier à l'âge de seize ans et découvre rapidement qu'il possède une connaissance plus étendue que celle de son père. En 1913, il fait la rencontre de Paul Poiret, après que ce dernier, en vacances à Nice, a découvert ses créations dans la vitrine de l'hôtel Negresco. Poiret sollicite le jeune André pour sa prochaine collection, mais la Première Guerre mondiale met un terme à leur projet.
En 1915, André Perugia opte pour la nationalité française. L'année suivante, devenu chef de chantier dans une usine d'aviation, il se marie à Paris. C'est finalement en 1921 qu'il parvient à collaborer avec Poiret. Un an plus tard, Perugia ouvre sa première boutique à Paris, au 11 rue du Faubourg-Saint-Honoré, et connaît un grand succès. En 1927, il traverse l'Atlantique pour New York, ville dans laquelle il sera adulé. En 1933, il crée la marque Padova, uniquement commercialisée aux États-Unis chez Saks Fifth Avenue.
Sa carrière se poursuit durant les années 1940 à 1960. En juin 1951, son mariage est annulé et il épouse en janvier 1952 l’actrice Lucienne Legrand. Il part à la retraite en 1970 et décède en 1977, à l'âge de 84 ans.

## Exposition
Du 24 octobre au 11 novembre 2012, la Fédération française de la chaussure (FFC) organise « l'Atelier Richelieu », un espace muséal temporaire retraçant 150 ans de fabrication et d'innovations autour des chaussures. Des artisans et créateurs, comme Amélie Pichard, Raymond Massaro et André Perugia, présentent des modèles traditionnels revisités comme les espadrilles et les charentaises.